# Porsche 911 GT1
El Porsche 911 GT1 es un automóvil de carreras diseñado para la clase GT1 de deportivos, construido por el fabricante alemán Porsche de 1996 a 1999, aunque también tuvo su versión de calle llamada 911 GT1 "Straßenversion".

## Versión de competición

### 1996

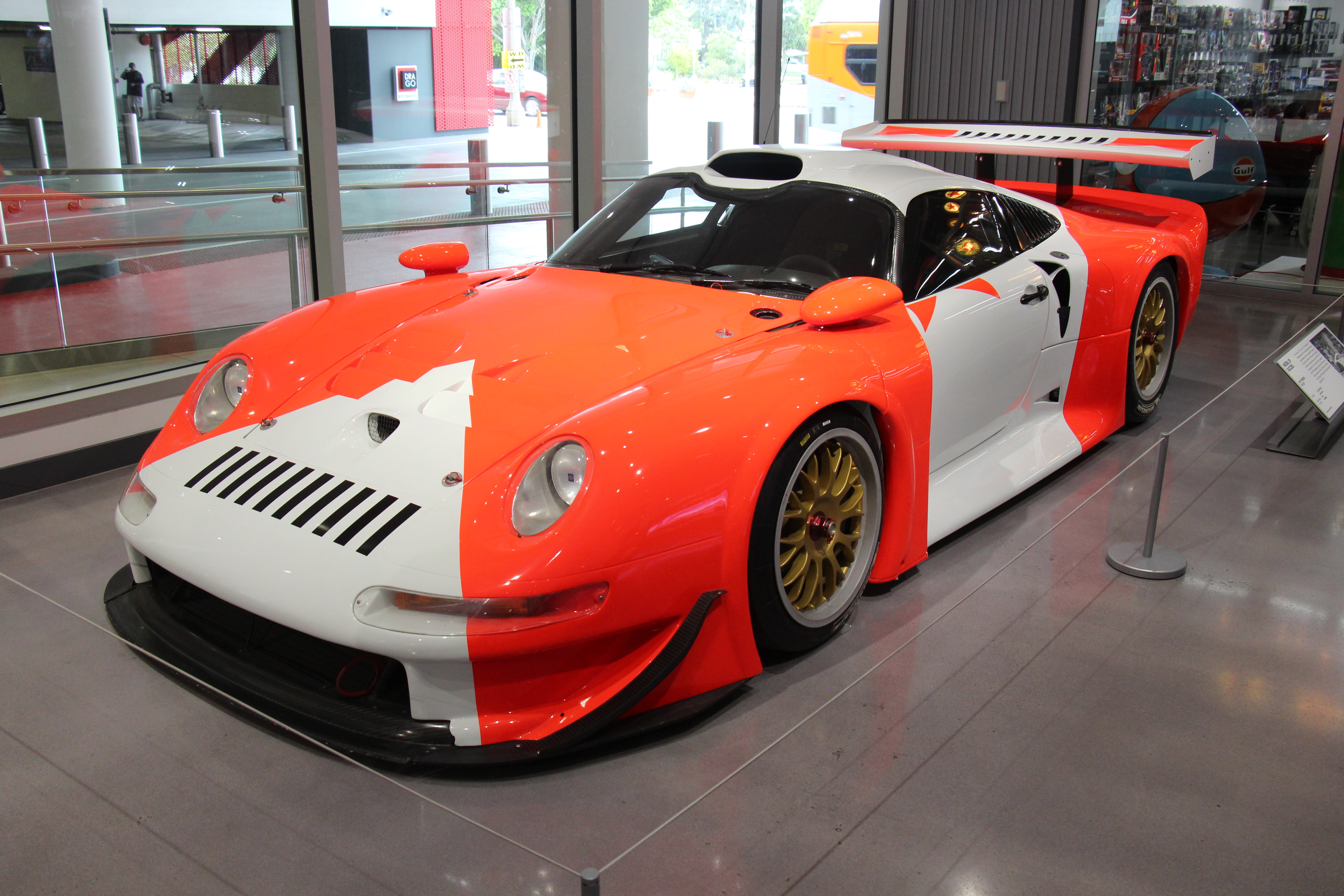
Con los colores de Marlboro en el Museo Petersen.

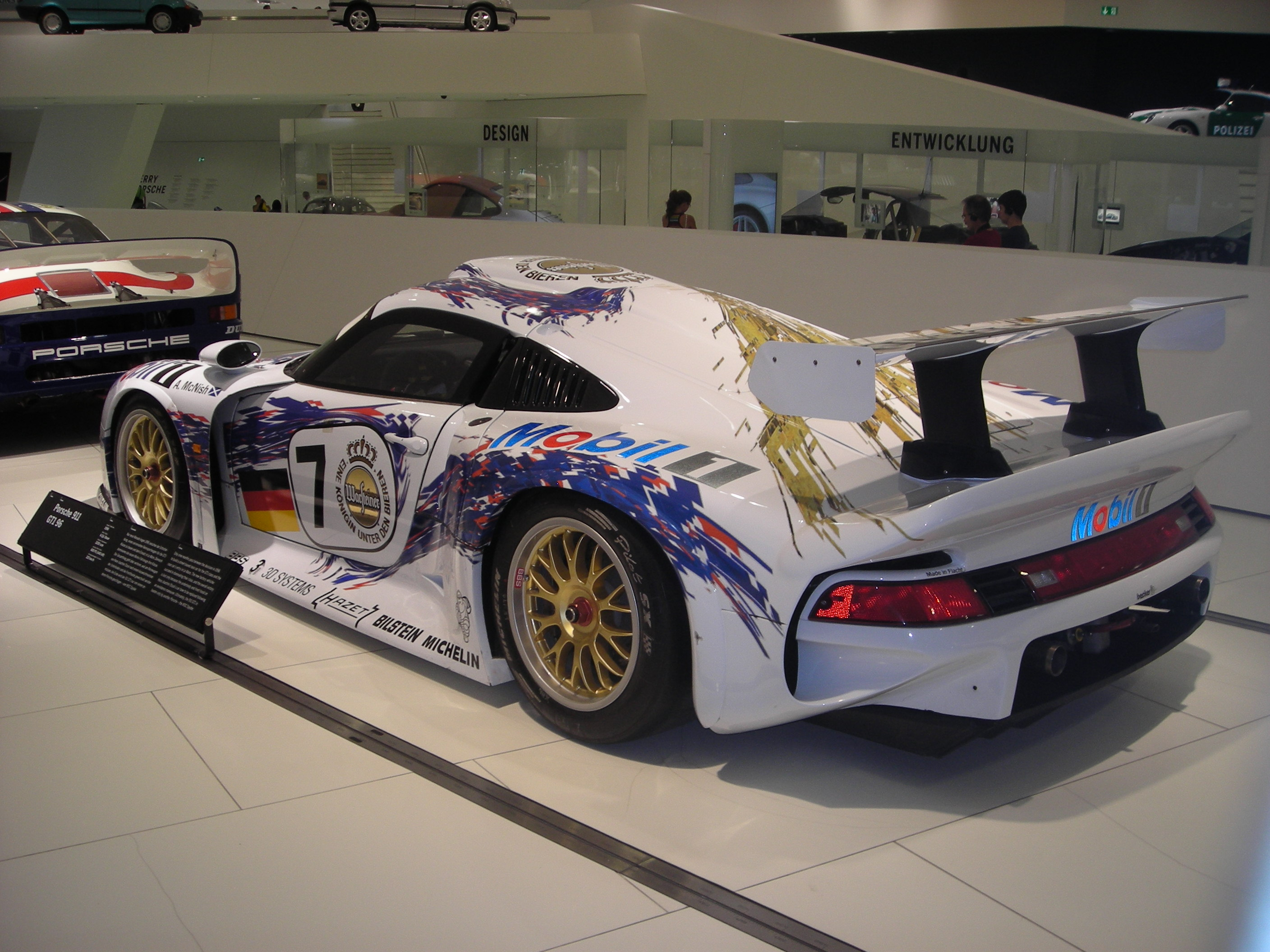
Vista trasera.

Nueve meses transcurrieron entre la decisión de construir un vehículo de carreras casi estándar, pero competitivo para la clase Le Mans GT1 y la precalificación para la carrera, que los dos nuevos 911 GT1 con Thierry Boutsen, Hans-Joachim Stuck, Bob Wollek, así como Yannick Dalmas, Scott Goodyear y Karl Wendlinger se las arreglan sin problemas.
La tecnología del nuevo 911 GT1 cumple de hecho y en espíritu las normativas. La sección frontal y la plataforma de la carrocería se parecen mucho al modelo de carretera. La carrocería consta de Kevlar de fibra de carbono. Un bastidor auxiliar aloja el motor, la transmisión y la suspensión trasera. Por razones de tiempo y costo, Porsche renuncia a un carrocería de fibra de carbono. Su peso total es de 1050 kg (2315 libras).
El bóxer de seis cilindros de 3.2 litros biturbo y dos restrictores de aire con regulación ACO, ofrece alrededor de 600 CV (592 HP; 441 kW). El motor se encuentra justo en frente del eje trasero. Además de una buena distribución del peso, esto también hace posible un diseño aerodinámico prometedor, por ejemplo, un difusor debajo de la parte trasera del vehículo. La transmisión reforzada de seis velocidades con su circuito de aceite se encuentra detrás del motor. Los frenos de disco de carbono ventilados internamente de 380 mm (15,0 pulgadas) combinados con pinzas (calipers) fijas Brembo, ocho pistones en la parte delantera y cuatro en la parte trasera, junto con el ABS, le proporcionan una excelente desaceleración de la velocidad máxima de 320 km/h (199 mph).
En la carrera, el GT1 demuestra ser un candidato para la victoria general. Después de que Stuck evita a un oponente y atraviesa la grava, se debe cambiar la parte inferior de su GT1 y el cofre delantero. En la línea de meta, el bávaro junto con Boutsen y Wollek se encuentran a una vuelta del victorioso Joest WSC. Dalmas, Goodyear y Wendlinger ocupan el tercer lugar, después de que el francés hizo un viaje a la grava dañando una pinza de freno, Wendlinger necesitó reparaciones en la parte delantera después de un giro y Goodyear entró en boxes con daños en la carrocería.
El nuevo coche tuvo gran éxito en las 24 Horas de Le Mans, ganando en la clase GT1, en su debut en 1996, pero perdió la clasificación general a manos del prototipo Porsche WSC-95 de Joest Racing.
El 911 GT1 hizo su debut en el BPR Global GT Series en las 4 horas de Brands Hatch, donde Hans-Joachim Stuck y Thierry Boutsen ganaron cómodamente, aunque corrieron como invitados y por lo tanto no tomaban puntos para el campeonato. Volvieron a ganar en Spa Francorchamps y Ralf Kelleners y Emmanuel Collard hicieron lo propio en el Circuito Internacional de Zhuhai, China.

### 1997

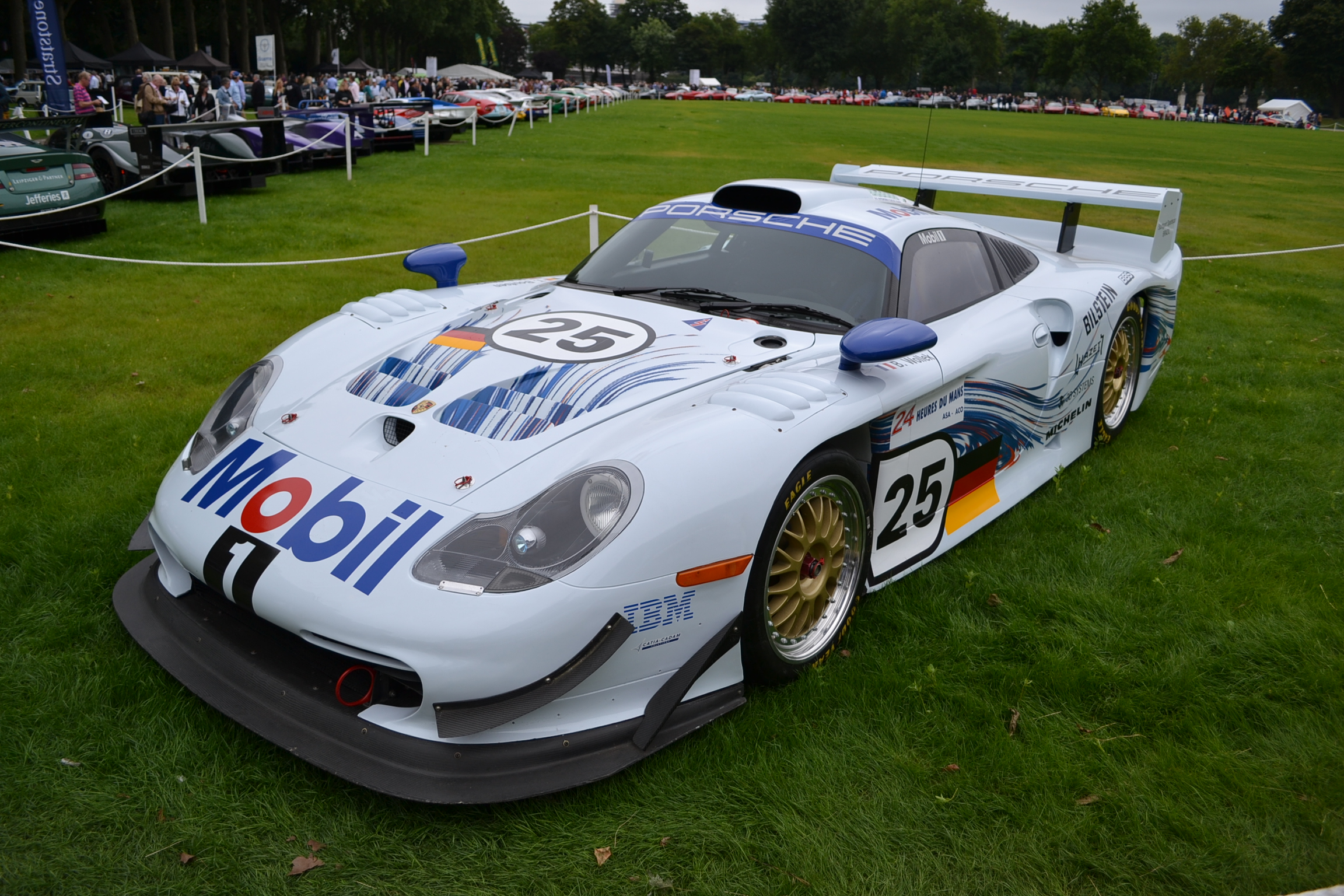
GT1 Evo 97 en Chelsea Auto Legends en 2012.

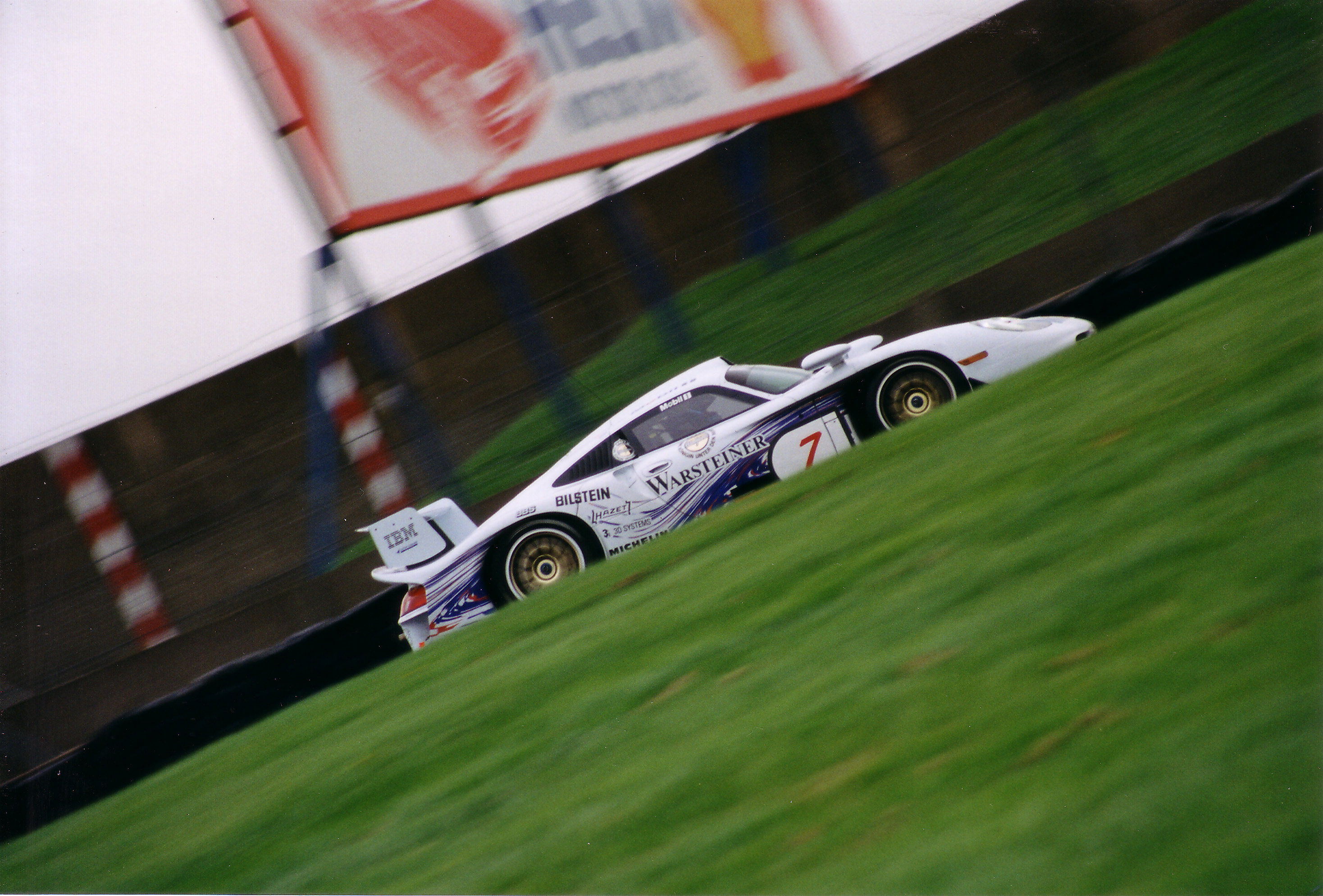
Con Yannick Dalmas a bordo.

En 1997, el nuevo Mercedes-Benz CLK GTR fue el coche más rápido del campeonato FIA GT que reemplazaba al BRP. El Porsche no estuvo al nivel requerido, mostrándose más lento que sus rivales y fracasó tanto contra el McLaren F1 como contra el nuevo CLK-GTR.
Al principio, los dos 911 GT1 Evo de fábrica controlan la carrera de alta velocidad. El 911 presenta una aerodinámica mejorada, un nuevo eje delantero con una vía más ancha, una suspensión optimizada y una gestión del motor modificada. Thierry Boutsen / Hans-Joachim Stuck y Bob Wollek lideran por delante de Emmanuel Collard / Yannick Dalmas y Ralf Kelleners. El desempeño dominante del Porsche con el número de salida 25 termina dramáticamente en las primeras horas de la mañana cuando, durante la temporada de Bob Wollek, la parte trasera gira sobre una acera húmeda y el automóvil toca una pared. El Porsche número 26 toma el mando hasta que se rompe un intercambiador de calor de aceite a la 1:36 pm. Ralf Kelleners huye ileso del vehículo en llamas.
Ahora ha llegado la hora del Joest WSC Spyder. El jefe del equipo, Reinhold Joest, ha entrado en su auto deportivo abierto de especificaciones de 1996, modificado aún más junto con Porsche. Michele Alboreto, Stefan Johansson y Tom Kristensen junto con el equipo de primera clase de Joest, demuestran ser extremadamente rápidos y confiables. Ellos ganan.
Los clientes de Porsche también ganan la clase GT2 contra la fuerte oposición de las obras. Esta vez son Jean-Claude Lagniez, Guy Martinolle y Michel Neugarten quienes traen su 911 GT2 ingresado por el equipo suizo Haberthur primero en la línea de meta.
La temporada de resistencia había comenzado bien para los clientes de Porsche, con el 911 GT2 Evo del equipo Rohr Racing pilotado por Harald Grohs, Arndt Meyer, Andy Pilgrim y Jochen Rohr obteniendo la décima posición general y la victoria en GT1. El 911 GT2 de Roock Racing con André Ahrlé, Patrice Goueslard, Claudia Hürtgen y Ralf Kelleners obtuvieron la pole position en su GT2 y obtuvieron el cuarto lugar en general después de 24 horas.
Sebring: Robert Nearn, Andy Pilgrim y Jochen Rohr en un 911 GT2 Evo repiten su éxito de Daytona con otra victoria de GT1, mientras que Franz Konrad, W. Roessler y Bob Wollek se quedan con los honores de la clase GT2.
Bajo las reglas del cuerpo directivo FIA, la serie BPR GT se convierte en el Campeonato internacional FIA GT. Por primera vez desde 1988, el equipo de trabajo de Porsche regresa a un campeonato. Las regulaciones ampliamente liberalizadas abren la puerta a prototipos de autos deportivos similares. Al mismo tiempo, el 911 GT1 es controlado por los limitadores de aire.
Desde la tercera ronda en Helsinki, los restrictores vuelven a las mediciones de 1996. Mientras el equipo de trabajo está ausente debido a un accidente durante las pruebas con Yannick Dalmas, el Roock Racing GT1 con Kelleners / Ortelli ocupa el segundo lugar, con Ni Amorim, Bruno Eichmann y Claudia Hürtgen logrando su primera victoria en la clase GT2. En la siguiente ronda en Nürburgring y nuevamente en Spielberg (Austria), el trío aumenta su ventaja de clase con otra victoria, solo para perderla en la penúltima ronda en un circuito mojado de Sebring.
En el Spa Boutsen de Bélgica, Dalmas y Wollek ocupan el tercer lugar al volante de un 911 GT1 de obras. En Suzuka, Yannick Dalmas, Pedro Lamy y Allan McNish compiten con una caja de cambios secuencial desarrollada por Porsche. Dalmas ocupa el segundo lugar. En la carrera, una palanca de cambios rota les cuesta una posición superior. En el circuito rápido de Mugello, Dalmas y Wollek nuevamente aseguran un podio en tercer lugar. La undécima y última ronda en Laguna Seca produce la segunda posición para Dalmas y Wollek. Siguiendo al dúo francés, McNish y Kelleners están en tercer lugar. El equipo de trabajo de Porsche termina el año, quedando cuarto en el campeonato de fabricantes.
En el ferozmente disputado American GT Championship, el equipo de Rohr con Andy Pilgrim asegura los títulos de los pilotos y fabricantes del GTS 1. Inicialmente, el jefe de equipo cum driver Jochen Rohr compite con un 911 GT2 pero lo cambia por un 911 GT1 en el último tercio de la temporada. La clase GTS 2 va para el constantemente competitivo Larry Schumacher en un 911 Turbo.
En Gran Bretaña, Steven O´Rourke y Tim Sugden ganan el campeonato BRDC GT en su 911 GT2. Con cinco victorias, Patrice Goueslard domina convincentemente la carrera inaugural de la serie francesa GT Sprint que va a bordo de un 911 GT2 para Larbre Compétition y se lleva a casa el título de los pilotos.
Patrick Huisman gana el trofeo Porsche Pirelli Supercup, con el veterano experimentado Wolfgang Land repitiendo su victoria de 1993 en la Copa Carrera de Alemania.
Franz Konrad de Austria recibe la Copa Porsche como el piloto privado más exitoso.
El 911 GT1 Evo para el año 1997 se presenta con una carrocería totalmente modificada, así como un nuevo tren de aterrizaje debajo de la parte delantera del automóvil. Estas medidas dan como resultado una carga aerodinámica mejorada. El eje delantero también es nuevo y presenta una pista más ancha. Muchos detalles se mejoran con el fin de ser más amigables con el servicio. El 7 de marzo de 1997, el GT1 Evo sale del taller y, con Bob Wollek al volante, vuela por primera vez el circuito de pruebas de Porsche en Weissach.

### 1998

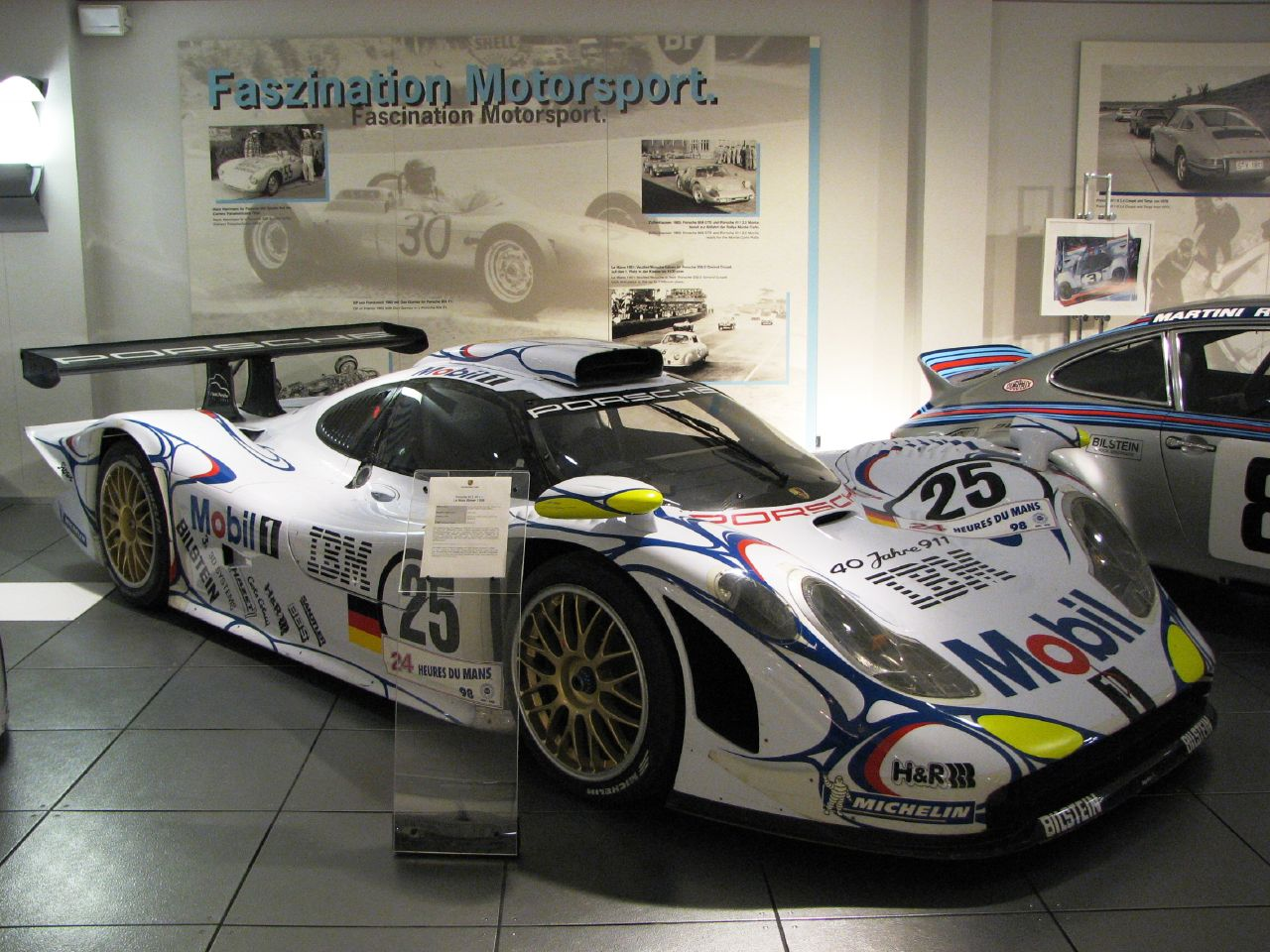
Modelo 1998.

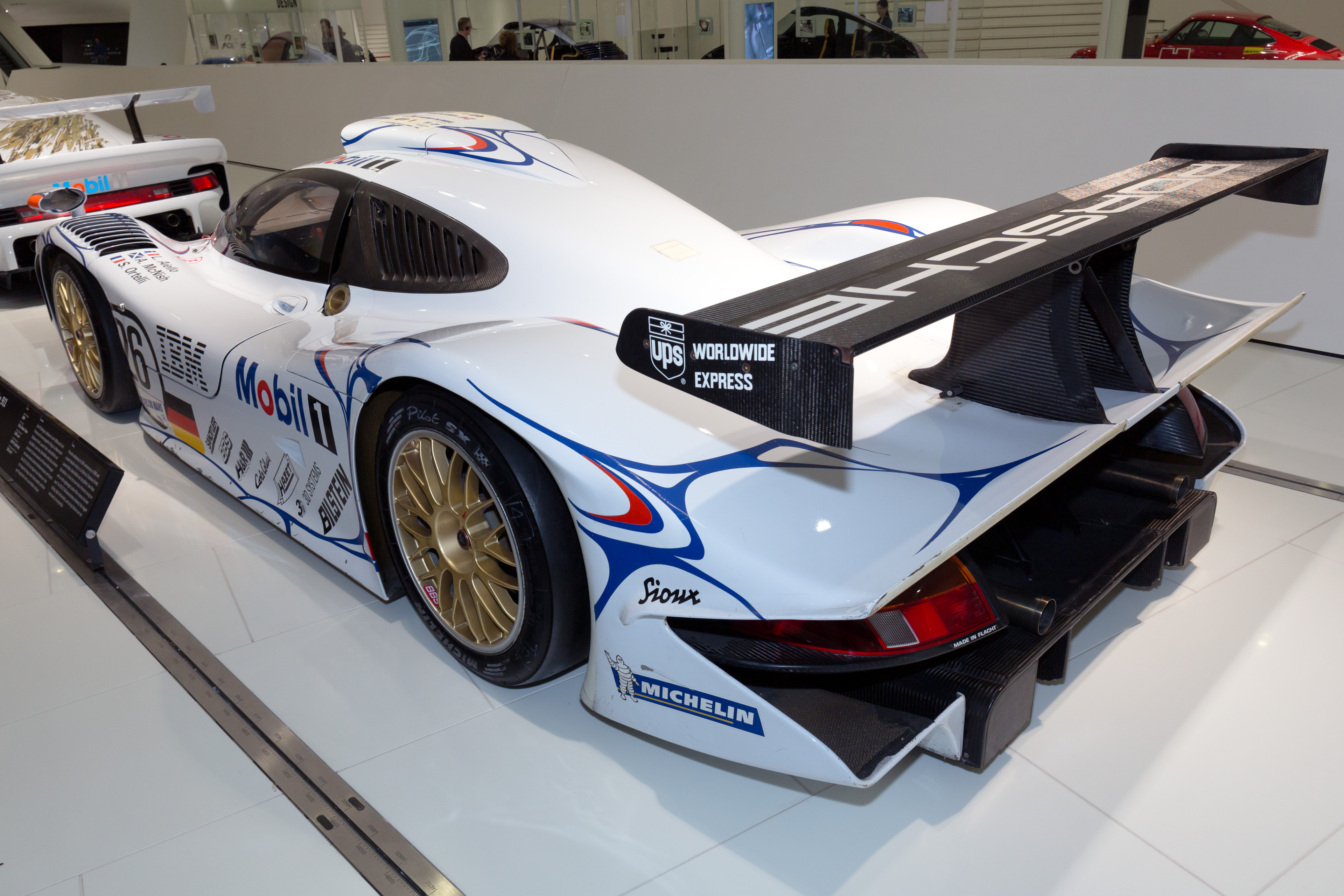
Vista trasera.

Para 1998, Porsche desarrolló un coche completamente nuevo: el 911 GT1-98, que había sido diseñado para competir con garantías con el también nuevo Toyota GT-One y el Mercedes-Benz CLK-GTR.
Durante la temporada 1998 del campeonato FIA GT, el 911 GT-98 tuvo dificultades para seguir el ritmo del Mercedes, que también había mejorado en su versión de 1998. El principal motivo fue la brida del turbocompresor que limitaba la potencia del motor, ya que el Mercedes era naturalmente aspirado. Los neumáticos Michelin de fábrica y los Pirelli de los Zakspeed privados también fueron considerados inferiores a los Bridgestone del Mercedes.
En Le Mans de 1998, fue otra historia. El BMW V12 LM se retiró por problemas en una rueda y los Mercedes CLK-LM tuvieron problemas con la bomba de aceite en los nuevos motores V8 que reemplazaron a los antiguos V12. El Toyota GT-One, considerado como el coche más rápido, sufrió problemas de fiabilidad en la transmisión.
El 911 GT1-98, a pesar de ser más lento en carrera que el Toyota o Mercedes, cumplió con sus expectativas, copando la primera y segunda posición gracias a su fiabilidad. Esta fue la victoria número 16 de Porsche en Le Mans, más que cualquier otro fabricante en la historia.
Con Mercedes como claro dominador del campeonato FIA GT de 1998, todos los demás fabricantes, incluyendo Porsche, abandonaron el campeonato de 1999. La clase GT1 fue cancelada y la FIA GT fue disputada con coches de la categoría GT2. Porsche no defendió finalmente la victoria de 1998, frente a las nuevas máquinas de los otros fabricantes.
Este 911 GT1 de 1998 deportivo representa la tercera generación del concepto Gran Turismo que comenzó en 1996. El 23 de febrero de 1998, Bob Wollek lanza por primera vez en Weissach el nuevo Porsche biturbo de seis cilindros.
Es el primer deportivo de carreras de Porsche que presenta un chasis con monocasco de fibra de carbono, lo que reduce el peso en 100 kg (220 libras) a 950 kg (2094 libras). Más rigidez y la posibilidad de un diseño aerodinámico optimizado son otras ventajas de los nuevos materiales. El GT1 es 20 cm (7,9 pulgadas) más largo, es decir, 4,89 m (192,5 pulgadas) y 5 cm (2 pulgadas) más ancho, es decir, 1,99 m (78,3 pulgadas), mientras que la altura se reduce en 3 cm (1,2 pulgadas) a 1,14 m (44,9 pulgadas). El tanque de combustible pasó a estar ubicado entre el compartimiento del piloto y el motor.
Con un sistema biturbo KKK y limitadores de aire de 33,9 mm (1,3 pulgadas), la unidad de potencia de 3164 cm³ (3,2 L; 193,1 plg³) entrega 400 kW (544 CV; 536 HP). La potencia se transmite al eje trasero a través de una transmisión secuencial de seis velocidades.
La suspensión es de tipo doble horquilla delantera y trasera. El sistema de frenado cuenta con ocho pinzas de freno de pistón en la parte delantera y seis en el eje trasero y discos de freno de fibra de carbono de 380 mm (15,0 pulgadas).
El vehículo podría acelerar de 0 a 100 km/h (0 a 62 mph) en 3.3 segundos y una velocidad máxima de 378 km/h (235 mph).

## Versión de calle

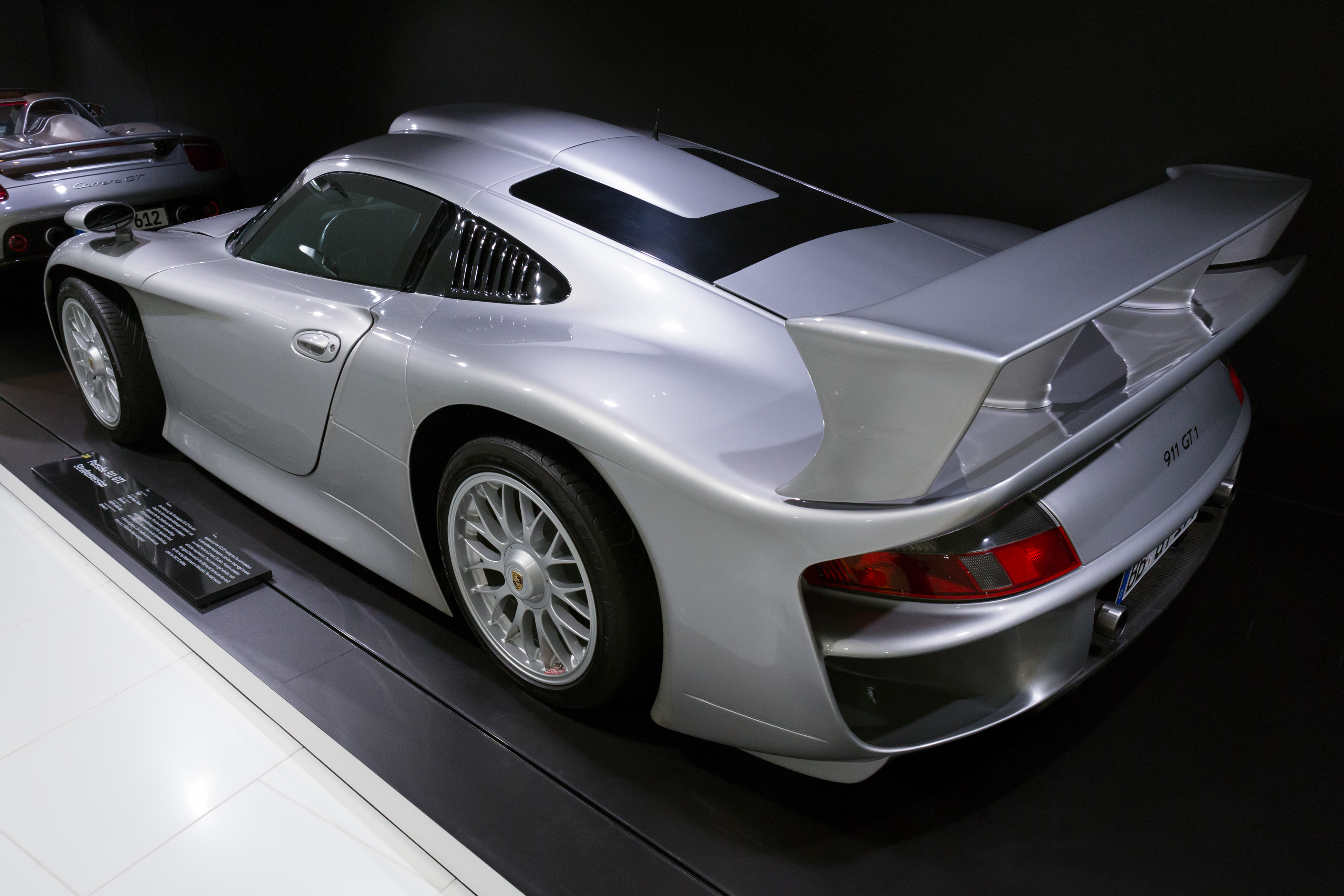
Vista trasera 3/4 del Evo 1997 en el Museo Porsche.

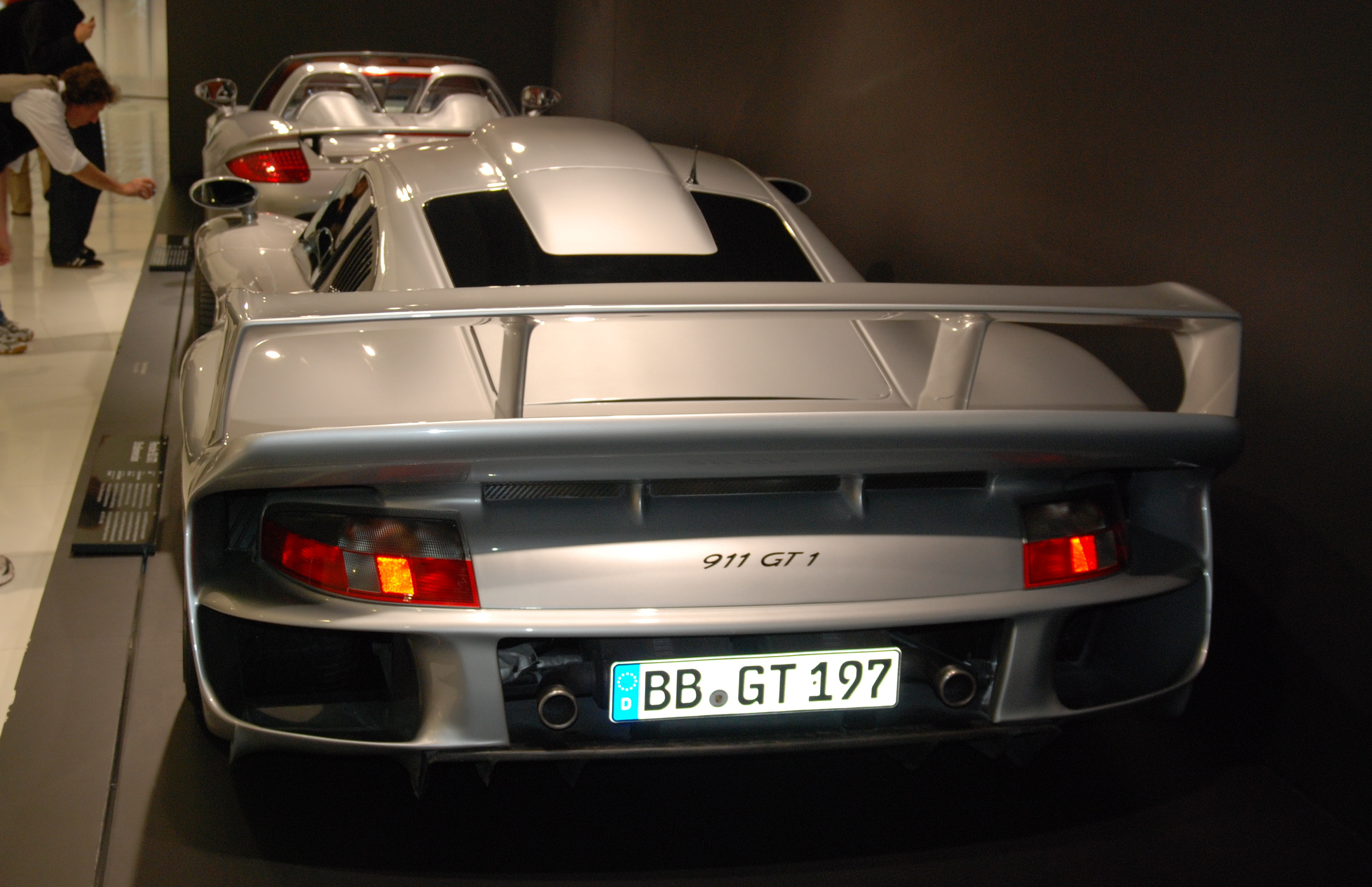
Vista trasera.

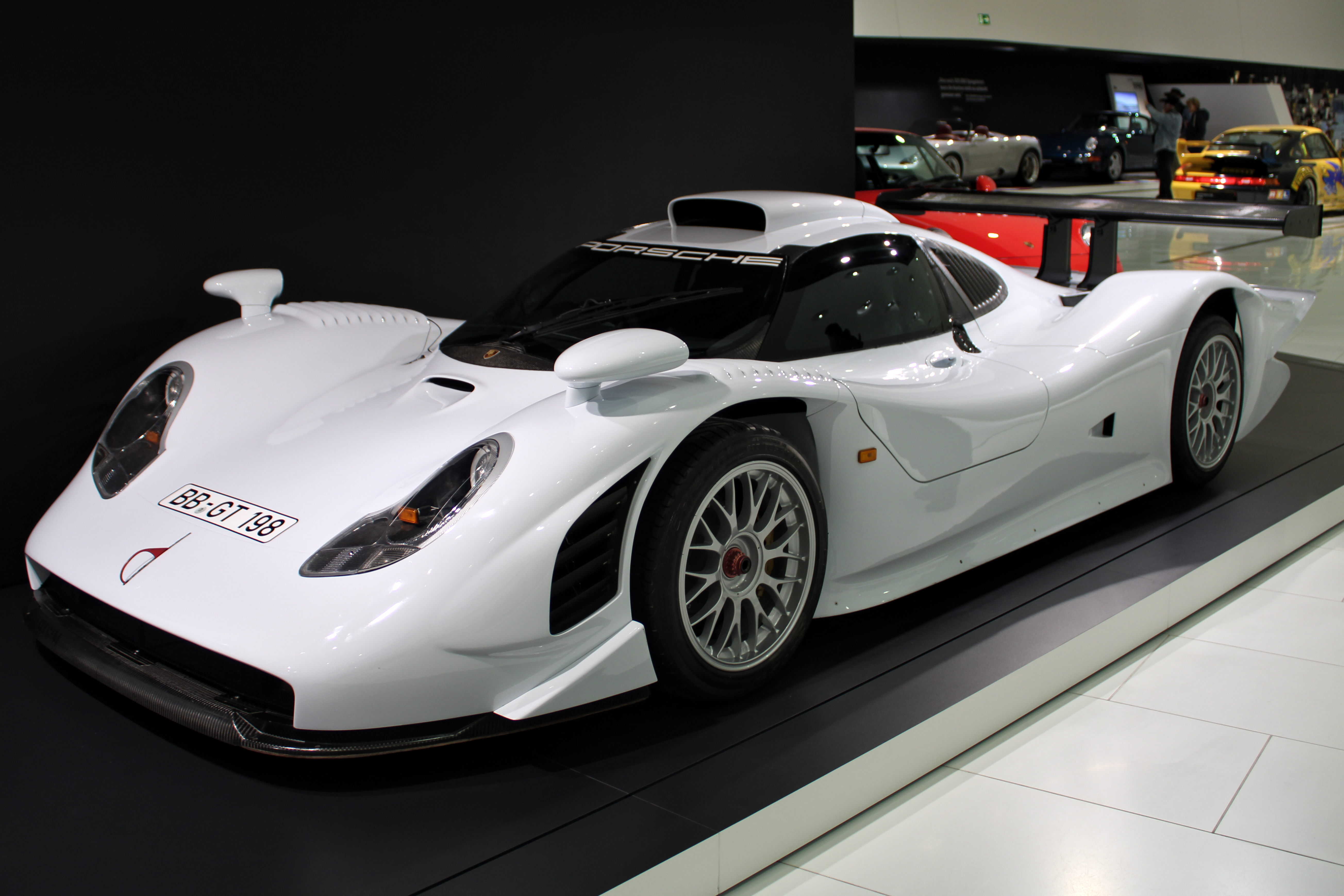
GT1 '98 en el Museo Porsche en 2018.

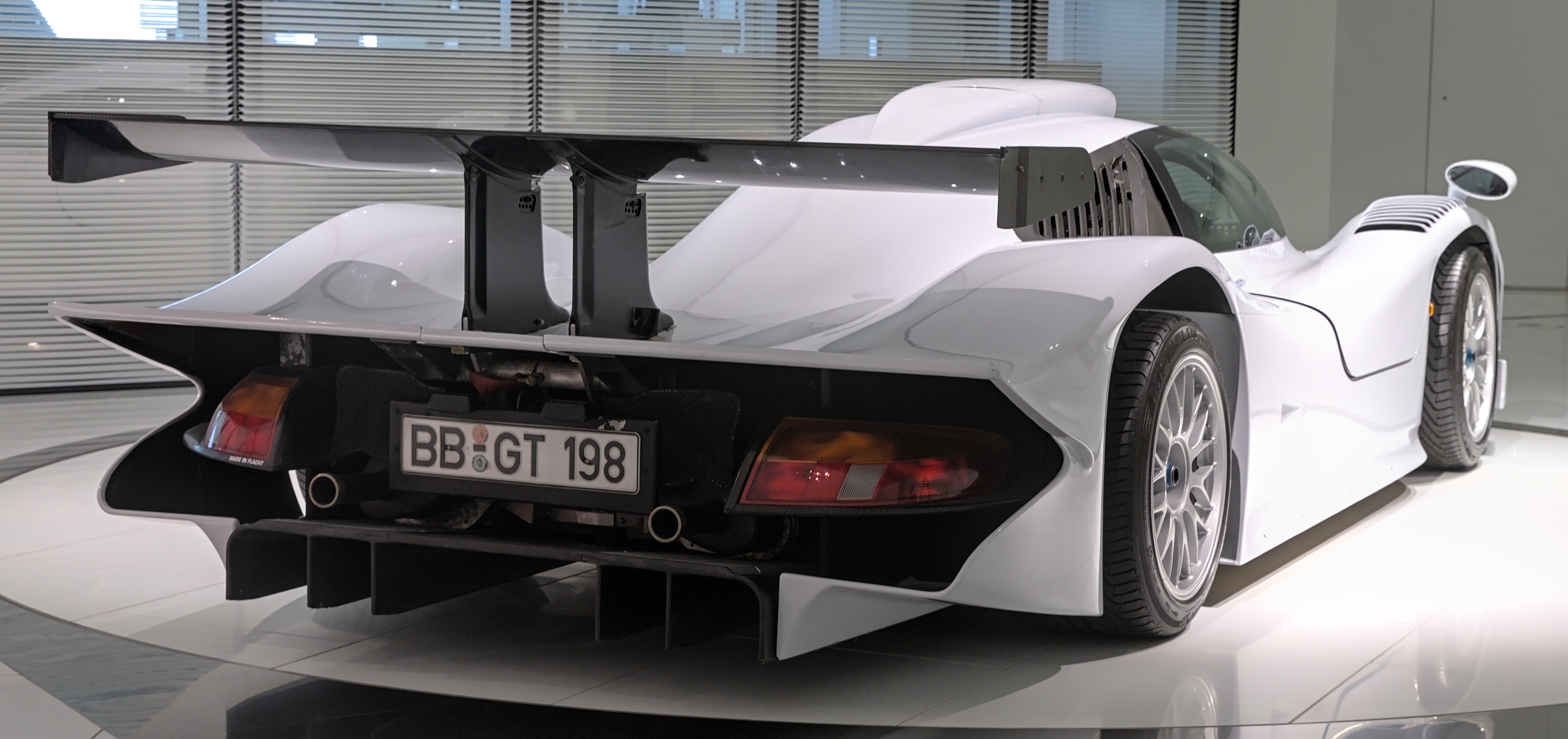
Vista trasera en el Museo Porsche en 2022.

Con la fiebre de las carreras de deportivos a mediados de los años 90 a través de la BPR Global GT Series, después transformada a FIA GT, Porsche expresó su interés de volver a las carreras de resistencia y desarrollar su competidor para la categoría GT1.
Los autos de la categoría eran versiones muy modificadas de los de calle como los McLaren F1 y el Ferrari F40, pero cuando el 911 GT1 se presentó en 1996, explotó el reglamento al máximo y sorprendió con su fraternidad a los deportivos.
En vez de desarrollar una versión de carreras basada en el de calle, fueron efectivamente a construir un prototipo, pero para cumplir con el reglamento crearon una versión de calle llamada 911 GT1 Straßenversion.
Fue un claro hijo de su época, mediados/finales de los 90, en la que el mundo de la competición entre los Gran Turismo vio cómo se estrenaba un nuevo campeonato, las BPR Global GT Series, que se dividían en varias categorías: GT1, GT2, GT3 y GT4. Se caracterizaban por disputarse en carreras de aproximadamente cuatro horas de duración y porque los participantes no eran deportivos de circuito per se, sino evoluciones para competir basadas en modelos de calle.
Porsche quiso entrar en la categoría máxima GT1 y, para ello, desarrolló el GT1, que se produjo en tres versiones diferentes de 1996 a 1998. Sin embargo, para cumplir con la normativa y poder clasificarse, la FIA obligaba a los fabricantes a producir un número de unidades homologadas para circular por la calle.
Esto llevó al desarrollo en 1997 del GT1 Evo, del que solamente llegarían a ver la luz 21 ejemplares. Éste montaba un motor bóxer biturbo de seis cilindros de 3164 cm³ (3,2 L; 193,1 plg³), que desarrollaba una potencia máxima de 400 kW (544 CV; 536 HP) y un par máximo de 600 N·m (443 lb·pie), suficientes para alcanzar una velocidad máxima de 310 km/h (193 mph). La particularidad del bloque del motor es que se encontraba en posición central-trasera, algo inédito hasta entonces en la casa alemana.
Lo llamativo del modelo de calle se equiparó a lo exitoso de la versión de carreras, que tuvo una trayectoria bastante correcta. La versión de 1998 del modelo, se hizo con la primera y segunda posición de la clase GT1 de las 24 Horas de Le Mans de ese año, lo que supuso un broche de oro al proyecto.
En principio, no es un coche de carreras aunque lo parezca, se trata de la versión de calle del Porsche GT1 que participó en el Campeonato del Mundo de Resistencia GT y se fabrica de forma artesanal en el Centro de Desarrollo de Vehículos Especiales en Weissach, Alemania.
Aunque su construcción se basa en el Porsche 911 del año 1993, casi todo en él es distinto. La carrocería, por ejemplo, ha recibido la estética del actual modelo en su zona delantera, mientras que los elementos aerodinámicos se han extrapolado de los que utiliza el coche de competición.
Para cumplir con las exigencias medioambientales, dispone de cuatro convertidores catalíticos de metal. Para la transmisión se ha elegido una transmisión manual de seis velocidades. Los frenos son de disco ventilados en las cuatro ruedas. Los de las delanteras llevan pinzas (calipers) de ocho pistones, mientras que los de las traseras se conforman con cuatro. La dirección es de cremallera asistida y las ruedas de aleación BBS son de medidas 18 x 11 pulgadas (45,7 x 27,9 cm).
La versión "de calle" tiene una garantía de solamente seis meses para el coche entero y de tres años contra la corrosión. Asimismo, cuenta con jaula de seguridad integral antivuelco, ABS y diferencial de deslizamiento limitado.
La versión de calle tuvo una buena base para convertirse en uno de los nombres más especiales de la marca de Stuttgart por muchos motivos: El primero de ellos, porque el GT1 fue el primer 911 refrigerado por agua, que además ofrecía una distribución uniforme de la carga sobre los ejes y contaba con numerosas ventajas aerodinámicas. El segundo, porque nació por y para la competición.
Además era el primer coche de Porsche reforzado con fibra de carbono, que también contaba con una nueva suspensión en el eje delantero y ahorraba unos 50 kg (110 libras) de peso, gracias a la batería y el alternador del motor, por lo tanto, también conseguían ahorrar combustible.
El resultado fue que, justo cuando Porsche estaba celebrando su 50.º aniversario en 1998, logró una doble victoria en Le Mans, con los pilotos Laurent Aïello, Allan McNish, Stéphane Ortelli, Jörg Müller, Uwe Alzen y Bob Wollek al volante de sus dos bólidos. Eso, desde luego, acrecentó la leyenda de la versión de calle del GT1.
Hoy en día, el GT1 sigue siendo considerado uno de los Porsche más raros de la historia de la marca, aunque su sustituto el Porsche Carrera GT también tuvo buena parte de protagonismo.

### Especificaciones
| Materiales del motor                | Bloque y cabezas de aluminio                                                |
| Distribución                        | DOHC 4 válvulas por cilindro (24 en total)                                  |
| Diámetro x carrera                  | 95 x 74,4 mm (3,74 x 2,93 pulgadas)                                         |
| Relación de compresión              | 9.5:1                                                                       |
| Alimentación                        | Inyección electrónica secuencial Bosch biturbo KKK con dobles intercooleres |
| Refrigeración                       | Por agua                                                                    |
| Potencia máxima                     | 400 kW (544 CV; 536 HP) @ 7200 rpm                                          |
| Par máximo                          | 600 N·m (443 lb·pie) @ 5500 rpm                                             |
| Potencia específica                 | 171,9 CV/litro                                                              |
| Capacidad del tanque de combustible | 100 litros (26,4 galAm)                                                     |

## En la cultura popular
Distintas versiones han aparecido en algunas series de videojuegos de carreras como:
Sports Car GT, Project Gotham Racing, The Crew 2, Forza, Real Racing, Gran Turismo, Asphalt, Project CARS, Grid, Need for Speed, entre otros.